# Эскадренные миноносцы типа «Дерзкий»
Эскадренные миноносцы типа «Дерзкий» (Эскадренные миноносцы серии «Беспокойный») — тип эскадренных миноносцев, строившихся в 1912—1914 годах по «малой судостроительной программе». Корабли серии принадлежали к числу эскадренных миноносцев типа «Новик».

## Проектирование и строительство

### История проектирования
Заказ на проектирование и строительство эскадренных миноносцев типа «Дерзкий» по программе «спешного усиления Черноморского флота» обуславливался необходимостью хотя бы частичной компенсации отсутствия на Чёрном море кораблей класса «крейсер».
В конкурсе на проектирование турбинных эсминцев для Чёрного моря участвовали шесть различных заводов (Адмиралтейский, Крейтон и К°, Ланге и сын, Металлический, Невский, Наваль), а также шесть иностранных фирм, в том числе немецкая судоверфь «Вулкан». По результатам прошедшего конкурса, первое место занял Путиловский завод, который к тому времени был единственным предприятием в России, имевшим опыт проектирования и постройки эскадренных миноносцев с турбинной энергетической установкой. Следующие 2 места заняли проекты Металлического и Невского заводов. В отзыве о проекте Путиловского завода кораблестроительный отдел МТК отмечал хорошее развитие продольных переборок и полубака, образование кормовых обводов, рациональное расположение топливных цистерн, неплохую общую и местную прочность корпуса корабля. Заказ на строительство 4 эскадренных миноносцев, получивших по имени головного корабля шифр «Дерзкий», был тем не менее передан заводу «Наваль» Общества николаевских заводов и верфей (ОНЗиВ), занявшему в конкурсе только 4-е место, но давшему обещание выполнить все работы в сжатые сроки.
8 августа 1911 года ОНЗиВ получило предварительный заказ на постройку четырёх турбинных эсминцев 34-узлового хода. В начале октября эсминцы были зачислены в списки флота, а также получили названия: «Беспокойный», «Гневный», «Дерзкий» и «Пронзительный».
После детальной проработки проекта удалось уменьшить водоизмещение корабля на 170 тонн, а длину — на 2 м. Облегчение корпуса и улучшение его обводов позволило уменьшить мощность ГЭУ на полном ходу на 7000 л. с., убрать один котёл и четвёртую дымовую трубу. Проектную скорость снизили на один узел (до 33 узлов). В процессе постройки эскадренных миноносцев типа по требованию Главного управления кораблестроения (ГУК) был внесён ряд изменений в уже утверждённые чертежи. Благодаря полученному в ходе испытаний эсминца «Новик» опыту на эсминцы типа «Дерзкий» был добавлен кормовой шпиль, носовой мостик оборудовали вторым компасом (всего их стало 4), на каждом из кораблей появился лазарет, а на их фок-мачтах — посты для наблюдателей.
11 февраля 1912 года, после внесения в проект всех уточнений, Морское министерство заключило с ОНЗиВ контракт на постройку 4 эскадренных миноносцев типа, два из которых ОНЗиВ обязывала подготовить к ходовым испытаниям не позднее 7 февраля 1914 года, а остальные два — через 6 месяцев. Срок сдачи кораблей в казну был определён в 2 месяца после предъявления кораблей к испытаниям. Цена одного эскадренного миноносца типа «Дерзкий» определялась в 2 млн рублей.

### История строительства
В июне 1912 года на заводе «Наваль» началось строительство стапелей в двойном крытом эллинге. Заказы почти на всю необходимую для строительства сталь были размещены на русских металлургических предприятиях.
20 июля 1912 года было начато изготовление частей корпусов и механизмов, а ровно 2 месяца спустя, 20 сентября, были заложены на стапеле эсминцы «Беспокойный» и «Гневный»; 18 октября следующего года они были спущены на воду, а на их местах были заложены следующие 2 эскадренных миноносцах — «Дерзкий» и «Пронзительный» (последние 2 корабля были спущены на воду 2 марта 1914 года, в тот же самый день, когда «Беспокойный» впервые отошёл от заводской стенки для пробы машин, а на эсминце «Гневном» был завершён монтаж котлов и турбин).
Стапельный период постройки двух последних кораблей типа составил всего лишь 6 месяцев, достроечный (включая заводские испытания) — 7 месяцев. Этих, небывалых для русского судостроения, сроков постройки кораблей удалось достичь только благодаря хорошей организации производства, рациональному размещению судостроительных мастерских, новейшему станочному парку и хорошему крановому оборудованию.

### Испытания
23 мая 1914 года на эсминце «Беспокойный» после очередного выхода на заводские испытания возник пожар во втором котельном отделении. Пожар удалось ликвидировать в течение получаса благодаря герметизации отсека и пуска паротушения. Устранение последствий пожара заняло две недели времени, после чего эсминец был отправлен в Севастополь (вскоре за ним туда прибыл и эсминец «Гневный»). На обоих эсминцах было произведено определение остойчивости при нормальном, наименьшем и наибольшем водоизмещениях; соответствующие этим видам водоизмещения значения метацентрической высоты были признаны удовлетворительными.
В ходе проведённых 1 июля 1914 года 10-часовых испытаний, эсминец «Грозный» на 21-узловом ходу показал средний расход топлива 3,4 т/ч (при развитой мощности турбин в 14 319 л. с. при 332 оборотах в минуту и водоизмещении в 1185 тонн). 5 июля на аналогичном испытании на 30-узловом ходу (развитой мощности турбин в 21 357 л. с. при 563 оборотах в минуту) расход топлива составил 11,92 т/ч, а расчётная дальность плавания 30-узловым ходом — 700 морских миль. Результаты обоих испытаний были признаны удовлетворительными, хотя на последнем из них наблюдалась сильная вибрация передних стенок котлов и «густой, тяжёлый дым из всех труб».

## Конструкция

### Архитектурный облик
Архитектурно-конструктивный тип эсминцев являлся стандартным для турбинных эсминцев русского флота периода Первой мировой войны. Корабли типа имели своеобразные изящные обводы корпуса и силуэт, имеющие много сходства с британским прототипом (по этой причине на флоте их называли эсминцами «английского типа». При одинаковом составе вооружения с эсминцами «балтийского типа» (эсминцами типа «Новик» постройки петербургских заводов) эсминцы типа «Дерзкий» отличались от последних слегка наклонёнными дымовыми трубами овального сечения со срезом перпендикулярно оси труб, а также наличием характерной кормовой надстройки, на мостике которой располагалось 102-мм орудие и кормовой пост управления кораблём. Эскадренные миноносцы типа «Дерзкий» имели высокий полубак на протяжении четверти длины корпуса и сплошную верхнюю палубу по всей длине.

### Энергетическая установка
Турбины работали на насыщенном паре. Цикл работы энергетической установки: котёл — турбина — холодильник — воздушно-конденсаторный насос — тепловой ящик — питательны насос — котёл.
Черноморские эсминцы имели двухвинтовые силовые установки мощностью 25 500 л. с. Вследствие этого эсминцы оказались относительно тихоходными: «Счастливый» — 30,0 узла.

## Вооружение

### Минно-торпедное вооружение
Боезапас эсминцев состоял из торпед образцов 1908 и 1912 годов (45-08 и 45-12). В 1915 году создана торпеда 45-15, а в 1938 г. на вооружение приняли торпеду 45-36Н.
Торпеда 45-12 диаметром 18 дюймов (45 см), длиной 5,58 м, массой 810 кг в качестве боевой части несли 100 кг тротила и могли пройти 5 км на 30 узлах. Была первой российской торпедой с «влажным подогревом». Проект Фиумского завода. Производилась Обуховском заводе и заводе Лесснера.

## Представители
| Название        | Заложен          | Спуск           | В строю         | Флот | Статус |
| --------------- | ---------------- | --------------- | --------------- | ---- | ------ |
| «Беспокойный»   | 20 сентября 1912 | 18 октября 1913 | 11 октября 1914 | ЧФ   |        |
| «Гневный»       | 20 сентября 1912 | 18 октября 1913 | 11 октября 1914 | ЧФ   |        |
| «Дерзкий»       | 18 октября 1913  | 2 марта 1914    | 11 октября 1914 | ЧФ   |        |
| «Пронзительный» | 18 октября 1913  | 2 марта 1914    | 11 октября 1914 | ЧФ   |        |